# Benedict Hollerbach
Benedict Hollerbach (Starnberg, 17 maggio 2001) è un calciatore tedesco, attaccante del Magonza.

## Carriera

### Club
Dopo aver giocato a livello giovanile con TSV Tutzing, Bayern Monaco e Stoccarda, ha firmato un contratto di tre anni con il Wehen Wiesbaden nel settembre 2020.
Nel luglio 2023 ha firmato con l'Union Berlino, arrivando in Bundesliga per la prima volta in carriera.

### Nazionale
Hollerbach ha rappresentato la Germania Under-18.

## Statistiche

### Presenze e reti nei club
Statistiche aggiornate al 20 ottobre 2023.
| Stagione        | Squadra         | Campionato      | Campionato | Campionato | Coppe nazionali | Coppe nazionali | Coppe nazionali | Coppe continentali | Coppe continentali | Coppe continentali | Altre coppe | Altre coppe | Altre coppe | Totale | Totale | Totale |
| Stagione        | Squadra         | Comp            | Pres       | Reti       | Comp            | Pres            | Reti            | Comp               | Pres               | Reti               | Comp        | Pres        | Reti        | Pres   | Reti   |        |
| --------------- | --------------- | --------------- | ---------- | ---------- | --------------- | --------------- | --------------- | ------------------ | ------------------ | ------------------ | ----------- | ----------- | ----------- | ------ | ------ | ------ |
| 2020-2021       | Wehen Wiesbaden | 3L              | 28         | 3          | CG              | 1               | 1               |                    | -                  | -                  |             | -           | -           | 29     | 4      |        |
| 2021-2022       | Wehen Wiesbaden | 3L              | 31         | 1          | CG              | 0               | 0               |                    | -                  | -                  |             | -           | -           | 31     | 1      |        |
| 2022-2023       | Wehen Wiesbaden | 3L              | 37+2       | 14+3       | CG              | 1               | 2               |                    | -                  | -                  |             | -           | -           | 40     | 19     |        |
| 2023-2024       | Union Berlino   | BL              | 12         | 3          | CG              | 0               | 0               | UCL                | 0                  | 0                  |             | -           | -           | 12     | 3      |        |
| Totale carriera | Totale carriera | Totale carriera | 112        | 26         |                 | 3               | 3               |                    | -                  | -                  |             | 0           | 0           | 115    | 27     |        |